# Niels Aagaard
Niels Lauritsen Aagaard (1612— 22 tháng 1, 1657), có lẽ là anh trai của nhà thơ Christen Aagaard, là giáo sư tại Học viện Sorø, ở Đan Mạch, nơi ông cũng giữ chức trưởng văn phòng thủ thư. Ông mất năm 1657, ở tuổi 45, và để lại một số tác phẩm triết học và phê bình, viết bằng tiếng Latinh, trong số đó có cuốn A Treatise on Subterraneous Fires; Dissertations on Tacitus; Observations on Ammianus Marcellinus; and a Vindication of the Style of the New Testament.